# Syndrome de la femme battue
 (février 2022).
Si vous disposez d'ouvrages ou d'articles de référence ou si vous connaissez des sites web de qualité traitant du thème abordé ici, merci de compléter l'article en donnant les références utiles à sa vérifiabilité et en les liant à la section « Notes et références ».
 Mise en garde médicale
Le syndrome de la femme battue (ou SFB) est une condition qui caractérise une situation d’emprise lié à la persistance des violences conjugales exercées sur une femme, souvent de façon continue pendant une longue durée; qu'elles soient physiques, psychologiques ou sexuelles de la part de son partenaire intime. Ces attaques répétées constituent une atteinte à l’intégrité psychique de la victime.
Il est classé comme CIM-995.81 dans la classification internationale des maladies. Il peut être diagnostiqué comme une sous-catégorie du trouble de stress post-traumatique (TSPT).
La psychologue américaine Lenore E. Walker, en s'appuyant sur « l’impuissance apprise », théorie élaborée par le psychologue Martin Seligman, a beaucoup écrit sur ce syndrome pour expliquer pourquoi les victimes restent avec leurs agresseurs.
Bien qu'il concerne principalement les femmes, il est parfois appliqué aux hommes (sous le terme de « syndrome de la personne battue »), en particulier dans le cadre d'une légitime défense.

## Concept et terminologie
Lenore E. Walker a développé le concept de « syndrome de la femme battue » (SFB), en 1979. Elle le décrit comme « consistant du schéma des signes et des symptômes qui se produisent après qu'une femme a été maltraitée physiquement, sexuellement et/ou psychologiquement dans une relation intime, lorsque le partenaire (généralement, mais pas toujours un homme) exerçait un pouvoir et une domination sur la femme pour la contraindre à faire ce qu'il voulait, sans accorder la moindre importance à ses droits ou ses sentiments ».
Elle déclare : « Comme il existe des différences significatives entre la théorie sous-jacente à la construction de SFB et qu'à ce jour il n'y a pas de données empiriquement étayées, elle n'a pas encore été appliquée aux hommes. Le syndrome de la personne battue (SPB) ou même le syndrome de l'homme battu (SMB). Bien sûr il y a des hommes qui sont maltraités par des femmes, mais l'impact psychologique sur l'homme ne semble pas être compatible avec un traumatisme vécu dans la plupart des cas. »
Parfois, le concept « syndrome de la personne battue » s'applique aux hommes, en particulier dans le cadre d'une légitime défense. L'auteur John Hamel a déclaré que bien que le terme BFS ait été remplacé par le syndrome de la personne battue dans certains cercles juridiques, « et semble plus neutre sur le plan politique, le nouveau terme n'améliore pas l'ancien en fournissant un syndrome unitaire, et ne tient pas compte des caractéristiques unique à la victimisation masculine ».

## Histoire juridique
En 1977, aux États-Unis, le procès de Francine Hughes (en) pour le meurtre de son mari a été l'une des premières affaires impliquant ce qui s'appellera plus tard le « syndrome de la femme battue » comme légitime défense,.
Le terme est apparu pour plaider les circonstances atténuantes,, dans les années 1990, à la suite de plusieurs affaires de meurtres en Angleterre impliquant des femmes ayant tué leur conjoint violent en réponse à ce qu'elles décrivaient comme des abus cumulatifs plutôt qu'en réponse à un seul acte provocateur.
Dans une série d'appels prononcés contre des condamnations pour meurtre, des collectifs féministes (principalement Southall Black Sisters (en) et Justice for Women) ont contesté la définition légale de la provocation et obtiennent la reconnaissance du terme « syndrome de la femme battue » par les tribunaux,,.
Les tribunaux américains, australiens, britanniques, canadiens et néo-zélandais ont accepté le nombre important de recherches montrant que les femmes victimes de violence peuvent recourir à la force pour se défendre. Cela peut même inclure le meurtre de leurs agresseurs en raison de la situation violente et parfois mortelle, dans laquelle elles se trouvent. Ces femmes agissent avec la ferme conviction qu'il n'y a pas d'autre moyen que de tuer pour se préserver. Les tribunaux ont reconnu que cette preuve peut étayer différents moyens de défense contre une accusation de meurtre ou pour atténuer la peine.
Sous le terme de « syndrome de la personne battue », la légitime défense est parfois utilisée pour des hommes par rapport à leurs conjointes violentes.
Le « syndrome de la femme battue » n'est pas une défense juridique en soi, mais peut constituer légalement :
- L'autodéfense (lors de l'utilisation d'un degré de violence raisonnable et proportionné en réponse à un abus peut sembler la défense la plus appropriée mais, jusqu'à récemment, elle n'a presque jamais couronnée de succès. Des recherches menées en 1996, en Angleterre, n'ont trouvé aucun cas dans lequel une femme battue a plaidé avec succès la légitime défense (voir Noonan à la p. 198). Après avoir analysé 239 décisions d'appel sur les procès de femmes qui ont tué en légitime défense aux États-Unis, Maguigan (1991) soutient que la légitime défense est fondée sur le genre);
- provocation;
- folie (généralement au sens des règles de M'Naghten);
- responsabilité diminuée.

- Premièrement, les changements juridiques dans de nombreux États permettent désormais d'admettre comme preuve des antécédents d'abus passés.
- Deuxièmement, toutes les personnes battues n'agissent pas de la même manière.
- Troisièmement, il plaide la pathologie alors qu'il peut, en fait, y avoir des raisons tout à fait rationnelles pour que la victime estime que sa vie ou celle de ses enfants était en danger. Par exemple, si des violences mettant sa vie en danger ont été précédées d'un certain regard dans les yeux précédemment, la victime peut avoir des raisons probables de croire qu'une autre violence mettant sa vie en danger était susceptible de se produire.
- Quatrièmement, il ne prévoit pas la possibilité qu'une personne soit maltraitée, mais qu'elle ait choisi de tuer pour des raisons autres que des violences répétées – par exemple, la jalousie ou la cupidité.
- Cinquièmement, il décrit les survivantes de violence conjugales exclusivement comme des victimes passives plutôt que comme des survivantes pleines de ressources.

### Œuvres
- (en) Lenore E. Walker, The Battered Woman Syndrome, William Morrow Paperbacks, 1979, 288 p. (ISBN 978-0060907426)
- (en) Ellen R. Fisher et Edward W. Gondolf, Battered Women as Survivors : An Alternative to Treating Learned Helplessness, Lexington Books, 1988, 123 p. (ISBN 978-0669181661)
- (en) Cynthia K. Gillespie, Justifiable Homicide : Battered Women, Self-defense, and the Law, Ohio State University Press, 1989, 252 p. (ISBN 978-0814205211)
- (en) Steven F. Maier, Christopher Peterson et Mira Seligman, Learned Helplessness : A Theory for the Age of Personal Control, Oxford University Press, 1995, 370 p. (ISBN 978-0195044676)
- (en) Donald A. Downs, More than Victims : Battered Women, the Syndrome Society, & the Law, University of Chicago Press, 1996, 322 p. (ISBN 978-0226161594)
- (en) Joan McClennen, Social Work and Family Violence : Theories, Assessment, and Intervention, Lexington Books, 2010, 347 p. (ISBN 978-0826111326)

### Vidéos
- C'est quoi le syndrome de la femme battue ?, Brut, 2021 (3 minutes; Info)